# 5 канал (Великобритания)
5 канал (англ. Channel 5, «Чэ́ннел файв») — британский телевизионный канал, вещающий с 1997 года. Пятый в хронологии британских аналоговых наземных каналов после BBC One, ITV, BBC Two и 4-го канала, аналогично занимает 5-е место по объёму аудитории с момента основания. С 2002 по 2011 год носил название «Five», когда его владельцем была компания RTL Group.  Ричард Дезмонд исключил канал из компании 23 июля 2010, решив кардинально его улучшить, и сам телеканал был перезапущен 14 февраля 2011. С 1 мая находится в ведении компании Viacom, которая выкупила его за 759 миллионов долларов США.
5 канал является главным развлекательным телеканалом Великобритании, который выпускает в эфир программы The Gadget Show, The Hotel Inspector и Gibraltar: Britain in the Sun. На нём выходили телесериалы «C.S.I.: Место преступления», «Могучие рейнджеры», «Менталист», «Следствие по телу», «Однажды в сказке» и «Под куполом».

## Компания
В 1995 году лицензию получила частная телекомпания Channel 5 Broadcasting Limited после двух лет подготовки. Компания участвовала изначально в борьбе за свободное место для вещания: среди конкурсантов была городская сеть Thames Television, владельцем которой был Сильвио Берлускони (позднее он снял свою сеть с конкурса), однако потерпела неудачу. Независимая телевизионная комиссия тогда приняла решение не отдавать свободное место никому. Ещё одной проблемой телекомпании было задействие частот, которые уже использовались видеомагнитофонами. Чтобы добиться вещания на всей территории страны, огромное количество видеомагнитофонов необходимо было перенастроить или модифицировать при помощи фильтра за счёт самой телекомпании.
В середине 1994 года проект создания телеканала был возобновлён после повторного решения комиссии провести конкурс. Действовавший президент Time Warner International Broadcasting Том Макгрэт составил план настройки частот с компанией NTL и инженером-консультантом Эллис Гриффитс, который предполагал снизить объёмы перенастроек и расширить зону вещания. Лорд Клайв Холлик, тогда исполнительный директор ITV Meridian, взял на себя обязанности по финансированию, поскольку доля Time Warner по законам Великобритании не должна была превышать 25%. К борьбе подключилась компания Pearson Television. После того, как Макгрэт уволился с должности и возглавил Paramount, место Time Watner заняла RTL Group (ранее она называлась CLT). Также в борьбе за заветную частоту начали участие UKTV в лице Canwest и Select TV (36 миллионов фунтов стерлингов на лицензию), New Century Television при поддержке British Sky Broadcasting и ITV Granada (2 миллиона фунтов стерлингов), Virgin TV и Associated Newspapers (22 миллиона фунтов стерлингов). 5 канал с 22 миллионами фунтов стерлингов на лицензию в итоге одержал победу. Pearson Television и CLT в итоге объединились в RTL Group 26 августа 2005, а Холлек и Макгрэт вошли в Совет директоров.
27 февраля 2004 появились слухи о слиянии Five и 4-го канала, которые были опровергнуты в ноябре месяце. В начале 2009 года пошли слухи об объединении 5-го и 4-го каналов с ITV. 23 июля 2010 Five был выкуплен Ричардом Дезмондом и его компанией Northern & Shell за 103,5 миллионов фунтов стерлингов. Дезмонд заявил об увеличении бюджета телеканала до полутора миллиардов фунтов стерлингов в течение следующих пяти лет, удваивании ежегодных инвестиций для расширения сетки телевещания и увеличения качества телепередач, а также трате на улучшение имиджа телеканала и рекламную кампанию в составе Northern & Shell. Поводом для таких затрат стала борьба против Daily Express, Daily Star и OK!. Некоторые журналисты уверяли, что Дезмонд собирается перегрузить телезрителей и читателей рекламой и отсылками к телеканалу.

## История

### До запуска
Wolff Olins и Saatchi & Saatchi были двумя крупнейшими компаниями, использовавшими рекламный лозунг «Дайте мне 5» в преддверии открытия телеканала. По задумке создателей, телеканал должен был стать современным и популярным. Логотипом служила чёрная цифра 5 в чёрном круге на фоне полос из настроечной таблицы. Для большей популярности была предпринята попытка собрать коллекцию лиц 5 канала: весной 1997 года в Великобритании появились бигборды с Джеком Дохерти наравне с другими неизвестными людьми. Серия анонсов показывалась на той частоте, что собирались отдать 5 каналу; там же показывался трейлер, посвящённый новому каналу.

### Запуск
30 марта 1997 года 65% телезрителей увидели новый телеканал на экранах своих телевизоров. Вещание началось в воскресенье на Пасху в 18:00 с исполнения группой Spice Girls песни группы Manfred Mann «5-4-3-2-1», переделав её в «1-2-3-4-5». Первыми ведущими телеканала стали Тим Вайн и Джулия Брэдбери, представив британцам пятый телеканал благодаря 30-минутному превью.
В тот день расписание телепрограмм было следующим:
| Время | Программа                | Зрителей, млн. |
| ----- | ------------------------ | -------------- |
| 18:00 | This is 5!               | 2,49           |
| 18:30 | Family Affairs           | 1,70           |
| 19:00 | Two Little Boys          | 0,68           |
| 19:30 | Hospital!                | 1,12           |
| 21:00 | Beyond Fear              | 1,70           |
| 22:30 | The Jack Docherty Show   | 1,16           |
| 23:10 | The Comedy Store Special | 0,73           |
| 23:40 | Turnstyle                | 0,49           |
| 0:10  | Live and Dangerous       | 0,08           |
| 5:30  | Give Me 5!               | 0,03           |

В общей сложности порядка 2490000 человек смотрели в тот вечер 5 канал. Тем самым был побит рекорд, установленный 4-м каналом 14 с половиной лет тому назад.

### Ребрендинг 2002 года
16 сентября 2002 телеканал был переименован в «Five» и стал многомиллионным проектом в руках Тревора Битти. Директор телеканала Дэвид Паллен заявил:

Эта кампания направлена на достижение трёх ключевых целей: определение креативной стратегии телеканала, обновление дизайна и создание моста между текущими перспективами Five и новой реальностью нашего программирования — стимулирования зрителей к переоценке наших программ и бренда.
5 канал был именем, а Five является брендом. Как бренд, он отражает эволюцию, которая происходит с программированием канала и делает его уверенным и уникальным предложением для зрителей.
Оригинальный текст (англ.)This campaign set out to achieve three key objectives: to clarify the channel's creative strategy; to refresh the channel's on-screen identity; and to address the gap between the common perceptions of Five and the new reality of our programming – stimulating viewers' reappraisal of Five's programmes and brand.

Channel 5 was a name; 'Five' is a brand. 'Five' as a brand reflects the evolution the channel is undergoing in programming and in becoming a more confident and distinctive viewer proposition.

### Приход Дезмонда в 2011 году
23 июля 2010 Ричард Дезмонд, вступивший во владение телеканалом, отметил: «Я предпочитаю 5 канал названию Five, но... мы не встречались ещё с командой, чтобы обсудить эти детали». На следующий день газета Daily Express остроумно высказалась о смене названия телеканала:

С сегодняшнего дня очень расплывчатое «Пять» (пять чего — дней недели или пальцев?) превращается в более понятное «5 канал».
Оригинальный текст (англ.)From today the rather vague 'Five' (Five what? Days of the week? Fingers?) reverts to the much more informative Channel 5.

Смену названия Дезмонд подтвердил 11 августа 2010, сама она состоялась 14 февраля 2011. Перезапуск телеканала ознаменовался запуском ночного развлекательного шоу OK! TV. Аудиторию телеканала собирались расширить за счёт привлечения новых лиц в информационную программу 5 News и шоу OK! TV, выходившее в 18:30 вместо предшественника Live from Studio Five. 18 августа 2011 было перезапущено реалити-шоу «Big Brother»: стартовали 8-й сезон со знаменитостями и 12-й обычный сезон. Права на показ телеканал выкупил после того, как в апреле 2011 года её показ прекратился на 4-м канале. Стоимость прав на показ составила 200 миллионов фунтов стерлингов. Рейтинг телеканала немного поднялся с 4,4% до 4,5% в 2012 году (в том году прирост был только у BBC One, у всех остальных каналов снизился рейтинг). В 2013 году директор по программам Бен Фроу заявил, что телеканал отныне прекращает показ передач производства из США и начинает показ шоу из Канады, Австралии и Ирландии. Слова Фроу подтвердились после запуска австралийского телесериала «Уэнтуорт» и ирландского телесериала «Любовь/Ненависть».

### Продажа Viacom
В январе 2014 года появились сообщения, что Дезмонд собирался продать телеканал за 700 миллионов фунтов стерлингов. Среди потенциальных покупателей были BT Group, ITV, Viacom, British Sky Broadcasting и Discover Communications.
1 мая 2014 за 450 миллионов фунтов стерлингов Дезмонд согласился продать 5 канал компании Viacom. Сделка состоялась 10 сентября 2014 одновременно с заявлением об объединении программ вещания телеканала с платными Nickelodeon и MTV. Все три канала находились в ведении дочерней компании Viacom International Media Networks Europe. 1 августа 2015 пять рекламных регионов 5 канала были закрыты в связи с низкой прибылью и отсутствием финансовой жизнепособности. Это закрытие позволило HD-версии 5 канала поменяться с Sky HD кнопками в EPG.
Будучи под покровительством бренда Viacom, канал решил повысить свой бюджет ещё на 10% и расширить тем самым секут программирования. 11 февраля 2016 канал предстал в новом образе и новом визуальном оформлении под лозунгом «Душевное телевидение с эмоциональным сердцем» (англ. Spirited TV with an Emotional Heart).

### Многоканальная стратегия
С момента запуска телеканала британское телевидение претерпело серьёзные изменения и перешло на цифровой формат. 18 ноября 2005 было объявлено, что Five выкупил свою долю в операторе платного цифрового наземного телевидения Top Up TV и что это приведёт к появлению новых бесплатных и платных услуг цифрового телевидения в рамках работы Five. Осенью 2006 года в сетях Freeview, Sky и Virgin Media были запущены два новых цифровых телеканала, показывающие часть программ с основного канала:
- 5* вещает с 15 октября 2006 и показывает преимущественно фильмы и ток-шоу. Ранее был известен как Five Life (с 2006 по 2008) и Fiver (с 2008 по 2011).
- 5USA вещает с 16 октября 2006 и показывает фильмы, спортивные трансляции, программы из США. Ранее был известен как Five US (с 2006 по 2009) и Five USA (с 2009 по 2011).

## Вещание
На территории Великобритании по плану было предусмотрено вещание только для четырёх каналов в аналоговом формате, однако каналы с 35 по 37 в диапазоне ДМВ (UHF) могли покрывать до 70% территории Великобритании (впрочем, они использовались для домашних видеомагнитофонов, соединённых с телевизорами). Перед запуском канала поставщик услуг обязан был по телефону или же благодаря непосредственному визиту в дом объяснить, как перенастроить тюнер или установить фильтр для блокировки сигнала от 5 канала. Для многих приёмников каналы с 35 по 37 были вне «рабочей группы» (т. е. не предназначались для приёма сигнала с 5 канала). Люди не могли получить сигнал в полной мере либо же вынуждены были устанавливать дополнительную антенну. Вещателю пришлось улучшить передатчики, чтобы расширить наземное аналоговое покрытие, а также запустить канал на спутниках SES Astra/BSkyB, что позволяло получать людям через спутник сигнал 5 канала.
В отличие четырёх других аналоговых телеканалов Великобритании, 5 канал не мог передать сигнал через наземные аналоговые передатчики во многих районах, особенно:
- на юге Англии, где он мог смешаться с телесигналом из Франции;
- на северо-востоке Англии, преимущественно в графстве Тайн-энд-Уир;
- на территории Шотландии и Уэльса;
- на территории Северной Ирландии и частично в Кембрии.

Вместе с тем этот телеканал стал первым аналоговым телеканалом Великобритании, использовавшим цифровую графику (до сентября 2002 года).
В настоящее время вещание ведётся на всех цифровых платформах (Freesat, Sky, IPTV и Freeview), по технологии IPTV и в кабельных сетях. С 5 ноября 2008 телеканал осуществляет и цифровое спутниковое вещание на платформе Freesat при помощи спутника Astra 28.2°E. В Швейцарии он может быть доступен на цифровых платформах Swisscom TV и Cablecom. В Республике Ирландия он недоступен в кабельных сетях и MMDS-сетях, но наземный сигнал можно поймать на границе с Северной Ирландией и прибрежных зонах Уэльса, а при помощи спутникового ресивера сигнал может быть получен в сети Freesat. В сетях телеканалов Sky и ITV это невозможно.
30 сентября 2009 в сети Freeview вещание временно прекратилось с 9:30 до 12:00 по причине изменений в платформе: из коммерческого мультиплекса телеканал перебрался в общественные телеканалы, что положительно сказалось на площади покрытия (показатель достиг 99%).

### HD-версия
Channel 5 HD — версия телеканала в высокой чёткости, запущенная 13 июля 2010. Телеканал доступен на 171-м канале в сети Sky и 150-м канале в сети Virgin Media. Изначально на нём показывались только австралийские мыльные оперы «Соседи» и «Дома и в пути». Телеканал боролся за получение отдельной кнопки в сети Freeview, но не сумел этого добиться в 2010 году. В 2011 году он был единственным кандидатом на пятую HD-кнопку в сети Freeview, и его возможный запуск должен был осуществиться весной или летом 2012 года, но 15 декабря 2011 5 канал отказался от борьбы за место в Freeview, не свернув планы. В октябре 2013 года на спутниковой платформе Sky появилась HD-версия телеканала, доступная только подписчикам пакета Sky Family Bundle.

### Channel 5 +1
Телеканал Channel 5 +1 запущен в сетях Freesat, Freeview и Sky 6 декабря 2011 с планами запуска на 2012 год в сети Virgin Media, чтоб было осуществлено 25 октября 2012. По сравнению с обычным 5 каналом выходит с задержкой на один час.

### Channel 5 +24
Телеканал Channel 5 +24 показывает программы, выходившие днём ранее на 5 канале, вместе с программой передач с 19:00 до полуночи. Запущен 4 февраля 2014, доступен в сетях Freeview, Freesat, Sky и Virgin Media (в трёх последних заменил 5*+1). Изначально назывался 5 Later. Существуют два варианта каналов, на которых показывается вечерний контент в прайм-тайм. Одна из версий показывается в сети Freeview и включает в свою программу передач «телемагазины» вне прайм-тайма. Вторая версия — для абонентов спутникового и кабельного вещания — показывает телемагазины ежедневно в 10:00, 16:00 и 3:00, повторяя серии «Соседей» и «Дома и в гостях», а также полнометражные фильмы, показанные днём ранее. Это делается во избежание конфликтов с операторами других платформ.

## Аудитория
Ниже представлена аудитория телеканала по годам в процентах телезрителей, начиная с 1997 года. Данные представлены Советом исследователей аудитории вещателей. Телеканал соответствует своему номеру, занимая твёрдое 5-е место в рейтинге Великобритании и уступая значительно BBC One, BBC Two, ITV и 4-му каналу.
Аудитория росла в течение первых семи лет вещания, достигнув своего пика в 2004 году (6,6%). Спустя два года рейтинг упал ниже 5%. К 2012 году аудитория достигла 4,5%, что стало первым ростом с 2009 года. В июле 2013 года телеканал впервые обошёл в рейтинге конкурентов с 4-го канала (по состоянию на сентябрь 2013 года рейтинг составляет ровно 4%).
| Год  | Аудитория, % |
| ---- | ------------ |
| 1997 | 2.3%         |
| 1998 | 4.3%         |
| 1999 | 5.4%         |
| 2000 | 5.7%         |
| 2001 | 5.8%         |
| 2002 | 6.3%         |
| 2003 | 6.5%         |
| 2004 | 6.6%         |
| 2005 | 6.4%         |
| 2006 | 4.9%         |
| 2007 | 5.3%         |
| 2008 | 4.6%         |
| 2009 | 4.8%         |
| 2010 | 4.5%         |
| 2011 | 4.4%         |
| 2012 | 4.5%         |
| 2013 | 4.1%         |
| 2014 | 4.0%         |

## Сетка вещания
Как и все общественные телевещатели Англии, 5 канал выпускает в эфир разнообразные телепередачи, но преимущественно развлекательного характера: реалити-шоу, телеигры и американские телесериалы и фильмы. Также телеканал показывает в прямом эфире спортивные соревнования, которые не попадают в эфир на других телеканалах; также в эфир выходит его собственный выпуск новостей 5 News производства ITN (с 2005 по 2012 годы этим занимались Sky News). Программа передач строго закреплена по времени и не меняется часто: так, в 18:00 выходит телесериал «Домой и в путь», в 18:30 — выпуск новостей 5 News, а в 22:00 — реалити-шоу Big Brother.
Визитной карточкой телеканала является утреннее шоу The Wright Stuff, выходящее в 9:15, а фирменными телесериалами — американские телесериалы из цикла «CSI: Место преступления», «Закон и порядок» и «Морская полиция: Спецотдел»; австралийские телесериалы «Соседи» (13:45) и «Домой и в путь» (13:15) по выходным. Из детских передач выделяются утреннее шоу Milkshake! (6:00), в рамках которого выходят детские телесериалы «Томас и его друзья», «Свинка Пеппа», «Маленькое королевство Бена и Холли», «Фифи и цветочные малыши», «Рори — гоночная тачка», «Влас и Еник» и многие другие. С 2014 года телеканалом выкуплены права на показ сериалов «Морская полиция: Новый Орлеан» и «C.S.I.: Киберпространство».

## Самые рейтинговые программы и фильмы
Список 10 самых популярных программ и фильмов 5 канала, основанный на данных Live +7, обработанных BARB.
| Место | Программа / фильм                 | Зрителей, млн. | Дата            |
| ----- | --------------------------------- | -------------- | --------------- |
| 1     | Celebrity Big Brother             | 5.57           | 18 августа 2011 |
| 2     | C.S.I.: Место преступления        | 4.63           | 13 января 2006  |
| 3     | C.S.I.: Место преступления        | 4.54           | 17 марта 2009   |
| 4     | C.S.I.: Место преступления        | 4.48           | 31 января 2006  |
| 5     | C.S.I.: Место преступления        | 4.36           | 7 февраля 2006  |
| 6     | C.S.I.: Место преступления        | 4.35           | 12 февраля 2008 |
| 7     | Люди в чёрном                     | 4.32           | 10 декабря 2006 |
| 8     | C.S.I.: Место преступления        | 4.26           | 14 февраля 2006 |
| 9     | Вспомни, что будет                | 4.24           | 5 октября 2009  |
| 10    | C.S.I.: Место преступления Майами | 4.22           | 30 июня 2009    |

## Логотипы и дизайн

### 1997–2002
Первым оригинальным логотипом была цифра 5 в круге на фоне пяти полос, напоминавших настроечную таблицу. С 1997 по 2002 годы 5 канал был единственным наземным телеканалом с цифровой графикой в левом верхнем углу. В ранние годы во время перерывов на рекламу на экране появлялись знаки «Конец части первой» и «Часть вторая», знаменуя рекламный блок. 14 апреля 1997 служба телетекста по итогам опросов заявила, что около 70% зрителей требовали убрать подобную систему, но 5 канал отказался это делать и всего лишь затемнил этот знак. 30 марта 1997 на телеканале во время запуска объяснили подобную систему следующим образом: «Полосы знаменуют поддержку фирм Nike, Levi's и Adidas, а логотип в настоящий момент является новой Чашей Грааля для маркетинга. Популяризация продуктов является выигрышным ходом, и права на показ телеканала распродаются быстрее, чем автомобили или кеды». С 1999 года логотип с полосами стал чаще появляться в заставках.

### 2002–2008
С 2002 года в названии телеканала не было слова «Channel», что начало действовать с 16 сентября 2002. Логотипом стало слово «five», написанное чёрными буквами, которое чаще и употребляли в рекламных роликах и заставках на заре вещания. С 23 января 2006 в заставках и анонсах стали фигурировать слова из четырёх букв: «Hope» (с англ. — «Надежда»), «Fast» (с англ. — «Быстрый»), Love (с англ. — «Любовь»), но при этом логотип не появлялся.

### 2008–2011
6 октября 2008 в 21:00 сменился во второй раз логотип телеканала: теперь написанное прописными буквами слово FIVE было в оранжевом круге. Разработчиком логотипа была компания DixonBaxi, сделавшая логотип «более гласным, экспрессивным и креативным». В июле 2009 года логотип стал немного крупнее. В том же году появились новые анонсы для телесериалов «Менталист», «CSI», «Вспомни, что будет», шоу Пола Мертона и «Круче не придумаешь» (The Gadget Show).

### 2011–2016
Изменения коснулись дизайна и при Ричарде Дезмонде: в первую очередь каналу вернули его старое название. В октябре 2010 года отныне в заставках использовалось старое название, которое прижилось и в программах передач изданий Daily Express и Daily Star. Аналогично произошло и в газете Northern & Shell, и на официальных сайтах всех вышеперечисленных изданий. С 2010 года Daily Express является спонсором показов в дневное время суток.
Новый логотип был представлен 14 февраля 2011 в виде белой цифры 5 в красном круге. В расширенной версии логотипа слева есть слово CHANNEL. Иногда показывается логотип в виде прозрачной пятёрки на сером круге. С 5 марта 2013 цифровой логотип сдвинут в границы отображения нового формата 16:9. В том же месяце появились несколько новых заставок, основой которых служила та самая цифра 5 и созданная на компьютере анимация с ней: с участием барабанщика, исполняющего соло на фоне логотипа; с участием эквалайзера, кнопки и бегунки на котором образуют логотип; с участием игрушечного динозавра и робота на фоне лампочек, из которых составлен логотип; с участием идущей по ковровой дорожке фотомодели и камер, которые составляют логотип; а также с участием столкновения автомобилей, один из которых принадлежит полиции, а на его борту изображён логотип. С апреля 2012 года логотип пульсирует в главной заставке в студии.
Свои заставки есть для сериалов Инспектор отеля, Ходячие мертвецы, Менталист, Тамара Экслстоун: Малышка на миллиард, Всё об Эми, для передач Impossible?, Большой брат, Холостяк, Лига Европы УЕФА, Как делать оглушающие фотографии, Круче не придумаешь. В логотипе используется шрифт Gotham.

## 5 Text
С 1997 по 2011 годы у 5 канала была своя аналоговая служба телетекста 5 Text, представлявшая зрителям программу передач, краткое содержание фильмов и анонсы программ. Служба предоставлялась компанией Sy Text в течение нескольких лет, позднее этим занималась BigStream Interactive в графстве Суррей. После перехода на цифровое вещание службу упразднили.